# 이스턴 미시간 대학교
이스턴 미시간 대학교(Eastern Michigan University, EMU)는 미국 미시간주 입실랜티에 위치한 공립 연구형 대학이다. 1849년에 "Michigan State Normal School"이라는 교명으로 설립되었다. 미국에서 4번째의 사범대학이자 뉴잉글랜드 밖에 설립된 최초의 미국형 사범대학이다. 1959년에 현재의 교명 이스턴 미시간 대학교로 확정되었다.
이 학교는 미시간주의 8개 연구형 대학 중 하나이다.